# オトコのコ オンナのコ
「オトコのコ オンナのコ」は、小泉今日子の38作目のシングル。1996年10月21日にビクターエンタテインメントからリリースされた。ジャケットには小泉自身がデザインしたキャラクター ″キョンちゃん″ が描かれている。

## 概要・背景
同年11月にリリースされた同名アルバム『オトコのコ オンナのコ』からの先行シングル。表題曲はTBS系音楽番組『COUNT DOWN TV』のオープニング・テーマに採用された。
小泉は当時結婚して間もない頃で、しばらく仕事を休んでおり、「レコーディングでもしてみましょう」という感じで声をかけられて作ったといい、表題曲に関しては「メロディーを聴いたら勝手に ″オトコのコ オンナのコ″ というフレーズになっちゃったと思うんです。」と話している。この曲を含むアルバムにも客観的な歌詞が多いと思うと話し、恋愛の歌でも「自分のこととしては書いていない。物語を作るような感じで書いてる感じがあります。」と回顧している。
作曲は奥田民生が手掛けている。小泉が奥田の曲を歌うのは1994年11月に発売されたシングル「月ひとしずく」以来のことであり、小泉自身が奥田に楽曲提供の依頼をして実現したものである。奥田は依頼を受けた経緯について、「そこまで細かいオファーじゃなかったし、シングルになりますとも言われてなかったと思います。もちろん小泉今日子の曲だったら、それは怠けちゃいけないですよね（笑）。気合の入る仕事だったと思います。」と振り返っている。ディレクター田村充義とアシスタントの福田正夫によると、当時奥田はツアーを控えており多忙な日々を送っていたが、ツアー前日の夜に曲を作って朝に出来上がり、デモテープがスタジオにバイク便で届いたという。デモテープには「ジェフ・リンっぽくしてください」とメモ書きが添えられており、アレンジを担当した菅野よう子はそれを見てエレクトリック・ヴァイオリンを演奏に加えている。菅野は「奥田さんの曲のざっくりした手触りや男っぽさを生かそうと思いました。編曲をする際は、頂いたデモテープの良い所を崩さない場合と、雰囲気や構成を変えてしまう場合がありますが、この曲に関しては前者です。」と述べている。
「オトコのコ オンナのコ」にはSMAPの草彅剛がコーラスで参加している（シングルCDにクレジットはなし）。後日草彅は「実は隠れキョンキョンファンなんです。僕のドラマデビュー作『まだ恋は始まらない』ですごく優しくしてもらった上に、その後『オトコのコ オンナのコ』のレコーディングに僕1人だけ呼んでもらって一緒に歌っているんです。めちゃくちゃ嬉しかったですね。」と懐古している。

## 収録曲
1. オトコのコ オンナのコ
作詞：小泉今日子 / 作曲：奥田民生 / 編曲：菅野よう子
2. 僕の部屋の窓
作詞：小泉今日子 / 作曲・編曲：菅野よう子
3. オトコのコ オンナのコ（オリジナル・カラオケ）